# Ruth Posner
Pour les articles homonymes, voir Ruth et Posner.
Ruth Posner, née le 20 avril 1933 à Varsovie en Pologne, est une survivante de l'Holocauste, danseuse, chorégraphe et actrice britannique, membre de la Royal Shakespeare Company.

## Filmographie
- 1990 : Making News (série télévisée) : Madame Conescu
- 1992 : Leon the Pig Farmer : la femme de Jimmy
- 1994 : Love Hurts (série télévisée) : Mrs. Rosenthal
- 1994 : Screen Two (série télévisée) : Fiona
- 1995 : The Ruth Rendell Mysteries (série télévisée) : Edwina Blanche
- 1997 : Bramwell (mini-série) : Ginny la polonaise
- 1999 : To Anyone Who Can Hear Me : la dame âgée
- 2002 : Do I Love You? : Paula
- 2003 : The Bill (série télévisée) : Alice King
- 2003 : Coming Up for Air (court métrage)
- 2004 : Almost Strangers (court métrage) : Mrs. Caulfield
- 2004 : Bella (court métrage) : Bella
- 2005 : Timeless : Magda
- 2008 : Inbetween (court métrage) : Luljeta Manjani
- 2008 : Apparitions (mini-série) : Rosa Fonti
- 2009 : Belonging (en) (série télévisée) : Zofia
- 2012 : The Pharmacist : la dame âgée
- 2012 : Noisia (court métrage) : la dame âgée
- 2013 : Count Arthur Strong (série télévisée) : Katya
- 1987-2015 : Casualty (série télévisée) : Maeve Brocklebank / Esme / Hilda Goldman
- 2016 : The Carer : Dolly